# Juan López Pinto
Juan López Pinto (Cartagena, 16 de diciembre de 1788 - Málaga, 11 de diciembre de 1831) fue un militar español, ejecutado junto al general Torrijos tras la tentativa fallida de pronunciarse contra el régimen absolutista de Fernando VII.

## Biografía
Nació en Cartagena en 1788. Empezó su carrera militar en el antiguo Colegio de Artillería de Segovia. Tras los sucesos del 2 de mayo huyó a Cartagena. Participó en la Guerra de la Independencia. Cuando se produjo en 1820 el pronunciamiento del coronel Rafael del Riego, que dio inicio al Trienio Liberal, López Pinto era profesor segundo del Colegio de Artillería. Llegó a auxiliar los trabajos de la comisión de instrucción pública de las Cortes y en 1822 fue nombrado jefe superior político de Calatayud. Más tarde marchó a Cartagena, donde fue nombrado ayudante general del estado mayor con destino al ejército de Cataluña. Tras el fin del Trienio Liberal se exilió en Francia, Bélgica e Inglaterra, terminando por establecerse en Pau. Formó parte de la expedición de Torrijos para poner fin al régimen absolutista de Fernando VII, que terminó con la ejecución de sus participantes el 11 de diciembre de 1831 en una playa de Málaga.